# Michèle Jacot
Michèle Jacot, francoskih alpska smučarka, * 5. januar 1952, Le Pont-de-Beauvoisin.
Michèle Jacot je ena najuspešnejših francoskih alpskih smučark. Nastopila je na dveh zimskih olimpijskih igrah. Na svetovnih prvenstvih je osvojila naslov prvakinje v kombinaciji leta 1970 in naslov svetovne podprvakinje v slalomu 1974. V svetovnem pokalu je osvojila en veliki kristalni globus za zmago v skupnem seštevku svetovnega pokala, en mali kristalni globus za zmago v seštevku posamičnih disciplin ter 10 zmag.